# Загадката на Марголия
„Загадката на Марголия“ е научнофантастичен роман от 2005 г. на американския писател Джак Макдевит. Печели наградата „Небюла“ за най-добър роман през 2006 г.

## Сюжет
Действитето се развива приблизително 10 000 години в бъдещето, след като цивилизацията се е разширила и обитава безброй светове. Алекс Бенедикт, търговец на антики, и неговият партньор Чейс Колпат са астроархеолози, участващи в изследването на изоставени бази и изоставени космически кораби в търсене на ценни предмети.
Към Алекс се обръща мистериозна жена, която го моли да установи стойността на странна чаша, надупчена с архаични символи. Те откриват, че чашата е 9000-годишна реликва от едно от първите построени превозни средства, движещи се по-бързо от светлината, с име „Търсач“. „Търсач“ е бил колонизаторски кораб, чийто екипаж се е състоял от фракция, известна като „марголианци“ – бегълци от тогавашното потисническо общество на Земята с надеждата да установят свободен свят. Записите сочат, че са успели, тъй като „Търсач“ е направил няколко пътувания, но те са запазили местоположението на своя свят колония в тайна.
Алекс и Чейс проследяват маршрута на тези отдавна забравени космически изследователи и започват да добиват представа къде е намерен „Търсач“. Развълнувани, те тръгват с надеждата да намерят колонията „Марголия“.

## Награди
- Носител на награда „Небюла“, 2006 г.[1]
- Номинация за наградата „Джон У. Кембъл“, 2006 г.[1]